# Marcus Crodel
Marcus Crodel, auch Marx Crodelius (* um 1487 in Weimar; † 29. März 1549 in Torgau) war ein deutscher Lehrer und Schulleiter.

## Leben
Über seine frühe Ausbildung oder Tätigkeit lässt sich nichts berichten. Am 10. Oktober 1520, Crodel war immerhin 33 Jahre alt, wurde er an der Wittenberger Universität Leucorea immatrikuliert, wo er sicher schwerpunktmäßig Theologie studierte. Mit dem Erwerb des Bakkalaureus-Grades für „artium“ am 7. Oktober 1521 beendete Crodel das Studium. In der Folge soll er am Torgauer kurfürstlichen Hof eine Anstellung als Aufseher über die Silberkammer innegehabt haben, was eine Vertrauensstellung war. Ab 1523 (auch 1526 wird genannt!) war als Lehrer an der Lateinschule in Torgau tätig. Auch Grund seiner großen Gelehrtheit erhielt er 1539 (auch 1537 wird genannt!) die Berufung als Rektor der Schule. Er reformierte diese völlig, so dass die Lateinschule einen sehr guten Ruf als humanistische, vom evangelischen Geist geprägte Bildungsstätte erwarb. Dadurch zog diese viele Schüler an.
So wie Philipp Melanchthon schickte auch Martin Luther im August 1542 einen seiner Söhne, Johannes und seinen Neffen Florian von Bora nach Torgau zur Ausbildung. Mit dem Wirken von Crodel im Geist der Reformation sehr zufrieden, ließ ihm Luther am 18. August 1543 ein Exemplar seiner neuesten Schrift „Von den letzten Worten Davids“ mit einer handschriftlichen Widmung zukommen. Schon zuvor hatte er sich – neben anderen Wegbegleitern des Reformators – im Stammbuch Crodels eingetragen.
Während der Dienstzeit Crodels baute ab 1527 Johann Walter in Torgau die erste bürgerliche Kantorei auf, wo er bei der Auswahl und Ausbildung der Chorknaben sicher schon mit Crodel zusammen arbeitete. Das allerdings erst recht, als Walter von 1529 bis 1548 in der Lateinschule als Lehrer für Gesang, Religion und Latein wirkte. Im Rahmen seiner Tätigkeit stellte er sodann den ersten evangelischen Schulchor Deutschlands auf.
Crodel selbst unterrichtete an seiner Schule Latein, Griechisch, Hebräisch und altklassische Literatur. Er war der Verfasser mehrerer Schriften, wozu auch die lateinisch-deutsche Grammatik „Institutiones Grammaticae Latinogermanicae“ gehörte. Crodel war verheiratet und hinterließ bei seinem Tod mehrere Nachkommen.